# 寛美の落語紳士録
『寛美の落語紳士録』（かんびのらくごしんしろく）は、1965年1月9日から同年4月3日までNET（現・テレビ朝日）系列局で放送されていた毎日放送製作のコメディドラマである。永大産業の一社提供で、「永大アワー」をタイトルに冠していた。全13回。放送時間は毎週土曜 19:30 - 20:00 （日本標準時）。

## 出演者
- 藤山寛美
- 笑福亭松鶴
- 森乃福郎
- 小島慶四郎
- 髙田次郎
- ほか

## 脚本
- 三田純一